# A nemi erőszak kultúrája
A nemi erőszak kultúrája (angolul: rape culture) a feminista szemlélet szerint egy társadalom kultúrájának a szexuális erőszakhoz kötődő azon aspektusa, amelyben az uralkodó hierarchia és általa fenntartott kollektív morális meggyőződés normalizálja, megbocsátja vagy tolerálja a nemi erőszakot. Olyan társadalmi berendezkedés, ahol a nők az erőszak folyamatos fenyegetettségének - a szexista megjegyzésektől és zaklatástól kezdve a fogdosáson és a szexuális abúzusokon át egészen a nőgyilkosságokig terjedő - széles spektrumában kénytelenek élni. A nemi alapú erőszak (angolul: gender based violance) a biológiai nem (általában a nő és férfi dichotómiában) bináris felfogásához kapcsolódó nemi szerep attitűdök egyenlőtlen elosztásából fakad.
A nemi erőszak kultúrájában gyakori viselkedési formák közé tartozik az áldozat hibáztatása („minek öltözik kirívóan”, „miért mászkál este egyedül”), a szexuális tárgyiasítás és a nemi erőszak relativizálása, romantizálása (pl. "a férfiak már csak ilyenek"). A nemi erőszak kultúrájával próbálták modellezni egyes csoportok társas viselkedését, például a börtönbeli nemi erőszakot és a konfliktusövezetekben a pszichológiai hadviselés eszközeként használt háborús nemi erőszakot. Országokkal kapcsolatban is állítható, hogy azok a nemi erőszak kultúráját tartják fenn.
A feminista tudományos élet használja a nemierőszak-kultúra kifejezést, magyar nézőpontból nincsen teljes körű egyetértés abban, hogy pontosan mik a meghatározó elemei és azokkal milyen mértékben kell rendelkeznie egy adott társadalomnak, hogy azt a nemi erőszak kultiválójának tekintsék.
A nemi erőszak kultúrájával kapcsolatban megfigyelték, hogy más társadalmi tényezőkkel és viselkedésmódokkal korrelál. Kutatások igazolták, hogy a szexuális erőszakkal kapcsolatos mítoszok, az áldozat hibáztatása és az erőszak banalizálása korrelál a rasszizmus, a homofóbia, a transzfóbia, az életkor vagy társadalmi osztály szerinti diszkrimináció, a vallási türelmetlenség és a diszkrimináció más formáinak megjelenésével.
Magát az elképzelést számos kritika érte, dacára annak hogy a nemi erőszakot elkövetők 95%-ban férfiak, addig az áldozatok között mindössze 5%-ban találhatóak meg. Akárcsak más, a férfiuralom túlkapásait kritikával illető esetekben (mint a családon belüli erőszak kapcsán), az antifeministák vitatják a feminista érvrendszer alapját képező statisztikai adatok pontosságát és érvényességét. Az arányokat érdemes figyelembe venni: Részletesebb leírás a témában a NANE jóvoltából. A tíz évvel ezelőtti hiteles magyar statisztikák a Nők joga honlapján tanulmányozhatók. A legfrissebb magyarországi adatok az Index.hu hírportál 2020-as nőnapi jelentésében olvashatóak.

## Eredete és használata
Az 1970-es évek elején a feministák tudatosság-növelő kampányba kezdtek, hogy a közvélemény figyelmét felhívják a nemi erőszak valóságosságára. Alexandra Rutherford így emlékezik: „az 1970-es évekig a legtöbb amerikai azt feltételezte, hogy a nemi erőszak, a megrontás, a feleségverés ritka események.” A nemi erőszak kultúrájának megnevezése ezeknek az erőfeszítéseknek volt az egyik eredménye.
Az Encyclopedia of Rape szerint:
„A »rape culture« kifejezés az 1970-es évekből, a feminizmus második hullámából ered, és a feministák gyakran a kortárs amerikai kultúra jellemzésére használják.”
A koncepciót az 1970-es évek közepén több média átvette.
1974-ben a kifejezés szerepelt a Noreen Connell és Cassandra Wilson által a New York Radical Feminists csoport számára szerkesztett Rape: The First Sourcebook for Women c. műben. Ez az egyik első olyan könyv volt, ami közvetlenül az erőszaktúlélőktől származó beszámolókat tartalmazott, felhívva a nyilvánosság figyelmét a nemi erőszak problémájára. A könyvben a feminista csoport így nyilatkozott: „végső célunk a nemi erőszak teljes megszüntetése, és ezt a célt nem lehet elérni társadalmunk forradalmi átformálása nélkül”.
Joyce E. Williams szociológiaprofesszor a „rape culture” eredetét és első használatát az 1975-ös, Margaret Lazarus és Renner Wunderlich által a Cambridge Documentary Films számára gyártott és rendezett Rape Culture című filmre vezeti vissza. Williams professzor szerint a film elsőként határozza meg a fogalmat, miközben férfiak és nők megerőszakolását a nemi erőszak nagyobb, kulturális normalizációs kontextusában tárgyalja. 2000-ben Lazarus kijelentette, hogy tudomása szerint a film használta először a kifejezést. A filmben bemutatták a DC Rape Crisis Centre működését is, együttműködésben a Prisoners Against Rape, Inc.-vel. Az alkotásban megszólaltak a nemi erőszak áldozatai és elkövetői is, továbbá szerepeltek prominens, a nemi erőszak ellen küzdő aktivisták, köztük Mary Daly, a feminista filozófus és teológus, valamint Emily Culpepper. A filmben vizsgálják azt is, ahogy a médiában a filmesek, írók, dalszövegírók, a magazinok szerzői továbbadják a nemi erőszakkal kapcsolatos attitűdöket.
1992-es, a Journal of Social Issues-ban megjelent írásukban ("A Feminist Redefinition of Rape and Sexual Assault: Historical Foundations and Change") Patricia Donat és John D'Emilio azt sugallta, hogy az eredeti kifejezés a „rape-supportive culture” (erőszakot támogató kultúra) volt, ami Susan Brownmiller 1975-ös könyvében, az Against Our Will: Men, Women, and Rape-ben szerepelt. Brownmiller, a New York-i Radical Feminists csoport tagja bemutatta, hogyan hagyta figyelmen kívül a nemi erőszak létezését mind a tudományos élet, mind a közvélemény. A könyvet sokan a feminizmus mérföldkövének tekintik, mely a modern, nemi erőszakkal foglalkozó tanulmányok egyik alappillére.

### SlutWalk (ribiséta)
A SlutWalk nevű feminista szervezetet 2011-ben alapították, egy torontói rendőrtiszt, Michael Sanguinetti nyilvános kijelentésére adott válaszként. A York Egyetem egy prevenciós fórumán az egyetemi nemi erőszak (campus rape) témájában Sanguinetti azt mondta, hogy „amennyiben a lányok szeretnék biztonságban tudni magukat, ne öltözzenek úgy, mint a ribancok”.
Az angol nyelven beszélő médiában a SlutWalk és a Besharmi Morcha mozgalmak népszerűsítették a kifejezést a tiltakozókról szóló riportok megjelentetésével. A menetek célja egyrészt a figyelem ráterelése volt a nemi erőszak kultúrájára – amit úgy definiálnak, mint a közeg, ahol „a szexuális erőszakot egyszerre láthatatlanná és elkerülhetetlenné tették” –, másrészt az, hogy megállítsa az áldozatok hibáztatását és megszégyenítését. A SlutWalk fő célja a séták szervezésével, hogy megszüntesse azt a stigmát, ami a nemi erőszak áldozataihoz tapad. Az első SlutWalk Torontóban volt, azóta számos városban szerveztek ilyet. Magyarországon ribiséta néven 2011 óta több rendezvényt is tartottak; ezeken megpróbálták arra felhívni a figyelmet, hogy a szexuális közeledésre mondott nem akkor is nemet jelent, ha az áldozat mély dekoltázsú szobalány, ha az elkövető történetesen a Nemzetközi Valutaalap elnöke, vagy egy látszólag jól működő párkapcsolatban történik, ahol korábban mindig „igent mondtak”.

## Az elmélet és megjelenési formái
Chris O'Sullivan szerint a szexista cselekvések gyakran a normatív nőgyűlölő gyakorlat igazolására és racionalizálására szolgálnak. Például a szexista viccek mesélése fokozza a nőkkel szembeni tiszteletlenséget és ehhez kapcsolódóan a nők jólétének figyelmen kívül hagyását. Ez utóbbira lenne példa a nemi erőszak női áldozata, akit hibáztatnak a vele megtörtént erőszakért, mert egy bizonyos módon öltözködött vagy viselkedett. O'Sullivan cikke a nők felé irányuló szexualizált erőszakot azon kontinuum folytatásaként tárgyalja, ami szerint a társadalom a női testet alapértelmezés szerint szexuálisan hozzáférhetőnek tekinti.
Egyes nézetek szerint a nemi erőszak kultúrájának gyökere „a nők fölötti uralom és a nők tárgyiasítása”. A tudományos elméletek szerint azonban a nemi erőszak kultúrája nem feltétlenül vezethető vissza egyetlen kiváltó okra, és gyökerei a helyi jellegektől és más társadalmi aspektusoktól függően eltérőek lehetnek. Például a dél-afrikai, mindent felülíró háborús kultúra, ami kihangsúlyozza a férfiasság és erőszak fontosságát olyan környezethez vezetett, amiben a nemi erőszak a norma. A kaliforniai Davis Egyetemen kiadott írás állítása szerint a fő okok között a társadalmi szabályok követésének a nőkkel való betartatása és a nemi szerepekre való kondicionálás említhető. Más nézetek szerint a nemi erőszak kultúrájában a nőket arra kondicionálják, hogy nekik kell felelősséget vállalniuk a férfiak szexualitásáért, és a nemi szerepek társadalmi konstrukciója és nőkkel való betartatása a félelmen keresztül történik.
Egy randierőszakkal foglalkozó tanulmányban megállapították, hogy a nemek közötti kommunikációs zavarok az egyetemi nemi erőszak kultúrájának fontos forrását adják. A rendőrség és a kerületi ügyészek kevéssé hajlandók eljárni a nemi erőszak azon eseteiben, ahol nem történt fizikai erőszak vagy az áldozat valamilyen kapcsolatban állt az elkövetővel, amit szintén a randierőszak és az egyetemen történő nemi erőszak motivációi között említenek. Egyes esetekben a kollégiumok negatívan álltak az erőszakot bejelentő áldozatokhoz, tovább nehezítve ezzel a hallgatókat ért támadások dokumentálását és rendészeti kezelését, melyek közzététele pedig az USA-ban kötelező jellegű, a Clery Act írja elő.
A nemi erőszak kultúrája szorosan kapcsolódik továbbá az áldozat hibáztatásához és a slut-shaminghez („ribancnak bélyegezés”), ahol a nemi erőszak áldozatait tekintik felelősnek azért, hogy megerőszakolták őket, és egyes érvelések szerint ezt az összekapcsolást az olyan társadalmi légkör váltja ki, ami a női szexualitást általában szégyenteljesnek tekinti. A nemi erőszak kultúrájának indikátora az is, ha az erőszaktevések jelentős részét nem jelentik be a rendőrségen, mert ott úgysem hinnék el a történteket; a nemi erőszakot nem jelentő nők 6%-a hivatkozott arra, hogy a rendőrség nem hinne neki.
A pornográfia szintén hozzájárulhat a nemi erőszak kultúrájához, az elnyomás nagyobb mintázatához való hozzájárulásával. A feministák gyakran kötik össze a nemi erőszak kultúráját a nőket tárgyiasító, a női testet árucikké silányító pornográfia széles körű elterjedésével. Az erőszaktevők beszámolóiban sokszor különböző pornográf motívumok ötvöződnek.
Bár a nemi erőszak kultúrájának a nemi erőszak és a családon belüli erőszak megmagyarázására szolgáló elméletének felhasználása először főleg a nőkkel szembeni szexuális erőszakra fókuszált, a nemi erőszak kultúrája a férfiakra is káros hatást gyakorol. Egyes írók és szónokok, mint Jackson Katz, Michael Kimmel és Don McPherson kimondták, hogy lényegéből adódóan kötődik azokhoz a nemi szerepekhez, melyek a férfiak szabad önkifejezését is gúzsba kötik és pszichológiai sérüléseket okoz nekik.
Michael Parenti szerint a nemi erőszak kultúrája megjelenik az erőszak mindennapos eseményként történő elfogadásában, vagy akár férfi előjognak tekintésében. Tovább súlyosbíthatja a rendőrök közömbössége a szexuális erőszak kezelésekor, az áldozat hibáztatása, az áldozatok és családjaik megbélyegzéstől való félelme, valamint a hatóságok vonakodása attól, hogy szembe menjenek a patriarchális kulturális normákkal. Más szociológusok állítják, hogy a nemi erőszak kultúrája összeköti a nem konszenzuson alapuló szexet a társadalom kulturális szövetével, melyben a patriarchális világnézetek, nőgyűlölettel és nemi egyenlőtlenséggel csipkézve, nemzedékről nemzedékre adódnak át, a nemi erőszak széles körű társadalmi és intézményi elfogadásához vezetve.
A feministák és a szexuális egyenjogúság aktivistái által konceptualizált nemierőszak-kultúrák ösztönzik a nemek közötti erőszakot, továbbá a „nemi erőszakkal kapcsolatos mítoszokat” terjesztenek, a nemi erőszak és a „durva szex” közé tett egyenlőségjeltől az áldozat hibáztatásáig, amiért kihívó viselkedése nemi erőszakhoz vezetett. Ezek a „nemierőszak-mítoszok” olyan társadalmi üzenetek, amik utasítják a nőket az előre meghatározott, szexualitással kapcsolatos nemi szerepek felvételére. Ezt a társadalmi üzenetet erősítheti meg a párkapcsolati erőszak, illetve házasságon belüli erőszak is elfogadottságának mértéke is. Továbbá, a nemi erőszak kultúrája manifesztálódhat abban is, amikor a kívülállók az elkövető általános megítélésétől és személyiségjegyeitől elkülönítve kezelik a tényt, hogy erőszakot követett el.
Iris Marion Young politológus szerint a nemi erőszak kultúrájában élő áldozatok az elnyomó szexuális erőszak véletlenszerű aktusaitól való félelemben élnek, melyek célja az áldozat további bántása vagy megalázása. Mások a nemi erőszak kultúráját a modernizációval és iparosodással kötik össze, abban a hitben, hogy az iparosodás előtti társadalmak a nemi erőszaktól mentesek voltak, hiszen a nők alacsonyabb társadalmi státusza valamennyire megvédte őket a szexuális erőszakkal szemben. Az iparosodott társadalmak nemierőszak-kultúráiban a nők felemelkedése az otthonhoz kötött életükből és erősödő jelenlétük a munkahelyeken (és más, korábban férfiak által uralt pozíciókban) megnövelte a férfiak bizonytalanságérzetét, ami arra vezette őket, hogy a nemi erőszakot használják fel a visszavágás eszközeként. Megint mások a nemi erőszak kultúráját a környezet bizonytalanságához kötik, ahogy a férfiak tárgyiasítják a nőket azon igyekezetükben, hogy kontrollálják közvetlen környezetüket. Kötődik továbbá a nemi elkülönüléshez, és ahhoz a hiedelemhez, hogy a nemi erőszak a férfiasság bizonyítéka. A nemi erőszak kultúrájának megjelenési formái közé tartozik a nemi erőszak széles körű elterjedtségének tagadása. az intézményi közömbösség a nemi erőszak problémájával szemben, az esetek számának kormányzati tisztviselők által történő minimalizálása, és az elkövetők társadalmi anomáliaként való mentegetése.
A nemi erőszak kultúráját terjeszti és fenntartja a mindennapi beszélgetések során használt nyelvezet is. Az interneten fellelhető, nemi erőszakkal kapcsolatos viccek gyakorisága eminens példája a nemi erőszak bagatellizálásának, ami jellemzi a nemierőszak-kultúrákat. A börtönökben történő nemi erőszak az egyik leggyakoribb ilyen jellegű vicctéma. Linda McFarlane, a Just Detention International igazgatója szerint „a humor része annak a kulturális attitűdnek, mely szerint a börtön az a hely, ahol a nemi erőszak helyénvaló”.

## Az áldozat hibáztatása, ribancnak bélyegzés
bővebben lásd: az áldozat hibáztatása és ribancnak bélyegzés
Az áldozat hibáztatása az a jelenség, amikor egy baleset vagy bűncselekmény áldozatát részlegesen vagy teljesen felelőssé teszik a velük történtekért. Ennek egy példája, amikor egy bűncselekmény (ebben az esetben nemi erőszak vagy szexuális támadás) áldozatának olyan kérdéseket tesznek fel a rendőrségen, az orvosi ügyeleten vagy a tárgyalóteremben, melyek arra utalnak, hogy valamilyen cselekedetével, viselkedésével, öltözködésével ő provokálhatta a támadóját, ezért az őt ért sérelmekért saját magát hibáztathatja. Az előbbi eset a hatósági áldozathibáztatás példája, ami azonban előfordulhat az áldozat kortársai, ismerősei között is. Továbbá, noha az otthonokban, iskolákban, a kormányzatban nem túl sokat tárgyalják a nemi erőszak kérdéskörét, amennyiben mégis szót ejtenek róla, azt a nemi erőszak kultúráját erősítő módon teszik, arra koncentrálva, „hogyan ne essünk nemi erőszak áldozatául”, nem arra, „hogyan ne erőszakoljunk meg senkit”. Ez azért problematikus, mert a már áldozattá vált személyek felett ítélkezik, ahelyett hogy a nemi erőszak agresszivitását és az erőszaktevő személyeket stigmatizálná. Népszerű elképzelés, hogy a börtönben lévő rabok megérdemlik, hogy megerőszakolják őket, ami adekvát büntetés az általuk elkövetett bűnökért. Ez a nézet a nemi erőszak börtönbeli áldozataival szembeni közömbösséget erősíti.
A ribancnak bélyegzés (slut shaming) az áldozat hibáztatásának egy variánsa, melynél az áldozat szexuális viselkedését állítják pellengérre. Meghatározza, hogy mik a hagyományos vagy ortodox, nemi szerepekkel, szexuális viselkedéssel kapcsolatos elvárások, és melyek azok az ettől eltérő viselkedésmódok vagy szexuális vágyak, melyen alacsonyabb rendűek és bűntudatot kell kiváltaniuk. A SlutWalk (ribiséta) mozgalom célja az áldozat hibáztatásával, ribancnak bélyegzésével és a nemi erőszak kultúrájával szembeni fellépés.

## A szexuális támadás áldozatainak kezelése és érdekképviselete
Az USA-ban a nővéreket, orvosokat és más kórházi dolgozókat sok esetben kiképezik arra, hogy törődjenek a nemi erőszak áldozatainak lelki egészségével is. Ők azok a személyek, akik behatóan foglalkoznak az áldozattal, gyakran velük találkozik elsőként a traumatikus esemény után, így fontos szerepet játszhatnak a felépülésben. Ha a kórházi dolgozók megértőek és segítőkészek, az az áldozatot segítheti az elveszett kontroll, a pozitív jövőkép visszanyerésében, a romboló hatású tapasztalat ellenére is.
Ahol létezik ilyen, a speciálisan kiképzett segítők (rape advocates) gyakran játszanak szerepet a nemi erőszak áldozatainak felépülésében. Ezek a segítők, akár alkalmazottként vagy önkéntes munkát végezve, közvetlenül az áldozatokkal dolgozva képviselik érdekeiket a kórházi eljárások során, tájékoztatják őket a jogaikról és a számukra hozzáférhető helyi erőforrásokról.

## Kritikák
Észak-Amerika egyik vezető, szexuális erőszak elleni szervezete, a RAINN, a Fehér Háznak írt, a főiskolai kampuszokon történő szexuális erőszakkal szembeni fellépésre javaslatot tevő jelentésében nehezményezte, hogy a nemi erőszak kultúrájának túl nagy jelentőséget tulajdonítanak a nemi erőszak okai között és a nemi erőszak megelőzésében: „Az elmúlt néhány évben egy szerencsétlen irányzat alakult ki, ami a »nemi erőszak kultúráját« hibáztatta a kampuszokon elharapózott szexuális erőszak problémájáért. Bár a probléma kezeléséhez fontos rámutatni a rendszerszintű akadályokra is, még fontosabb, hogy ne veszítsünk szem elől egy egyszerű tényt: a nemi erőszakot nem kulturális tényezők, hanem a közösség egy kis százalékának tudatos döntései valósítsák meg, amik egy erőszakos bűntény elkövetésére irányulnak”. Becslések szerint a kollégiumokban elkövetett nemi erőszak-esetek 90%-át a férfipopuláció 3%-a követi el, azzal a kikötéssel, hogy a női elkövetőkről nem állnak rendelkezésre megbízható adatok. A RAINN szerint a nemi erőszak olyan egyéneknek a műve, akik úgy döntöttek, elutasítják azt a döntő erejű kulturális üzenetet, ami szerint a nemi erőszak rossz. A jelentés szerint az a trend, hogy a nemi erőszakkal szemben állítólagosan megengedő kulturális tényezőkre fókuszálnak, „paradox módon megnehezíti a szexuális erőszak megállítását, mivel az elkövetőt a fókuszból kivéve, láthatóan kisebbítik a tettéért való személyes felelősségét”.
Caroline Kitchensi a Time Magazine-ba írt 2014-es, „Ideje, hogy megállítsuk a »rape culture«-hisztériát” c. cikkében azt írja: „bár a nemi erőszak bizonyosan súlyos probléma, nincs bizonyíték arra, hogy kulturális normának lenne tekinthető. A főiskolai kampuszokon a ‘nemi erőszak kultúrájának’ megszüntetésével kapcsolatos megszállottság cenzúrához és hisztériához vezetett”. Heather MacDonald megjegyzi, hogy „a történelem finom iróniája, hogy a »baby boomerek«, akik felszámolták az egyetemek intellektuális szerkezetét a zabolátlan szexualitás és protestálás kedvéért, most mindkettőt bürokratizálták”. Joyce E. Williams így vélekedik: „a nemi erőszak kultúrája, és a feminista elmélet, amiből kisugárzik, leginkább azért a monolitikus gondolatmenetért kritizálható, miszerint végső soron az összes nő esik áldozatul az összes férfinak”.
Christina Hoff Sommers vitatja a nemi erőszak kultúrájának a létezését is, azzal érvelve, hogy az elterjedt „négy nőből egy lesz nemi erőszak áldozata élete során” állítás egy elhibázott kutatáson alapszik, amit viszont gyakran idéznek, hogy a campusok nemi erőszak-ellenes csoportjai közfinanszírozásban részesülhessenek. Sommers több más, a nemi erőszakkal kapcsolatos kutatás módszertanát megvizsgálta és kritizálta, és azt állítja: „sok kutató vizsgálja a nemi erőszak áldozatává válás témakörét, de az alacsony számokat tartalmazók nem kerülnek a címoldalakra”.
Sommers és mások megkérdőjelezték Mary Koss gyakran idézett 1984-es tanulmányát, ami szerint négyből egy főiskolás lány válik áldozatává nemi erőszaknak, azt állítva, hogy az túlhangsúlyozta a nőkkel szembeni nemi erőszakot és alábecsülte azokat az eseteket, amikor férfiak voltak a nem kívánt szex áldozatai. Sommers szerint Koss tanulmányának alanyainak akár 73%-a sem értene egyet azzal a jellemzéssel, hogy őket megerőszakolták, mások szerint pedig Koss tanulmánya a nők áldozattá válásával foglalkozott, míg a férfiak áldozattá válásának jelentőségét kisebbítette, annak ellenére, hogy saját adatai alapján hét főiskolai férfi közül egy vált nem kívánt szex áldozatává. Sommers rámutat, hogy a férfiak esetében Koss szándékosan leszűkítette a nem kívánt nemi kapcsolatokat azokra az esetekre, ahol behatolás történt.
Más szerzők, köztük bell hooks azért kritizálták a nemi erőszak kultúrájának paradigmáját, mert túlságosan szűk területre fókuszál; 1984-ben azt írta, hogy nem veszi figyelembe a nemi erőszak helyét a mindent átfogó „erőszak kultúrájában”. Az 1993-ban egy a nemi erőszak kultúrájáról szóló könyvbe általa írt fejezetben arra összpontosít, hogy milyen a nemi erőszak kultúrája a feketék patriarchális kultúrájának kontextusában.
Barbara Kay kanadai újságíró azért kritizálta a feminista Mary Koss leírását a nemi erőszak kultúrájáról, mert azt az elvet, hogy „bár a nemi erőszak szélsőséges viselkedési forma, de a kultúrában normálisként elfogadott spektrumon belül van”, „feltűnően férfigyűlölőnek” találta.
Az Arab Studies Institute által kiadott Jadaliyya akadémiai folyóirat publikált egy másik kritikát a nemi erőszak kultúrájának koncepciójáról, miszerint az orientalisták ezt a kifejezést használják fel arra, hogy rasszista sztereotípiákat terjesszenek az arab és muszlim férfiakról, valamint a dél-ázsiaiakról a nyugati médiában és akadémiai életben. A kritika összehasonlítja a közel-keleti és dél-ázsiai férfiakat démonizáló, őket „nemi erőszakra faji alapon hajlamosnak” leíró médiajelentéseket a brit uralom alatt álló Indiában folyó, rasszista, indofób propagandakampánnyal, amit az 1857-es szipojlázadás során alkalmaztak, és amelyben az ellenállókat erőszak-elkövetőnek állították be.
Egy hat ázsiai országra kiterjedő, 2008-as ENSZ-kutatás (‘Multi-country Study on Men and Violence in Asia and the Pacific’) 2013-ban nyilvánosságra hozott konklúziója szerint az ázsiai országokban jelentős számú férfi ismerte el, hogy valamilyen formában nemi erőszakot követett el. A kutatás általános következtetését a nemi erőszak magas arányáról megbízhatónak tartják; a részletek pontosságát azonban megkérdőjelezik, ami állandósítja az arról szóló vitát, hogy az egyes társadalmakban hogyan érzékelik a nemi erőszakot a társadalmi normák tükrében. A kutatás metodológiáját közelebbről vizsgálva kérdések merülnek fel a nemi erőszak kulturális definíciójával, a kutatott minta méretével, a kérdőív kialakításával és nyelvészeti pontosságával kapcsolatban, ráirányítva a figyelmet a nemi erőszak elterjedtségének számszerűsítésével kapcsolatos jelenlegi kihívásokra.

## Fordítás
- Ez a szócikk részben vagy egészben a Rape culture című angol Wikipédia-szócikk ezen változatának fordításán alapul.  Az eredeti cikk szerkesztőit annak laptörténete sorolja fel. Ez a jelzés csupán a megfogalmazás eredetét és a szerzői jogokat jelzi, nem szolgál a cikkben szereplő információk forrásmegjelöléseként.